# 柳沢保卓
柳沢 保卓（やなぎさわ やすたか、享保12年4月27日（1727年6月16日） - 安永3年3月23日（1774年5月3日））は、越後黒川藩の第4代藩主。大和郡山藩士・柳沢里光（2代藩主・柳沢里済の兄で、柳沢保教の三男）の次男。母は柳沢重守の娘。正室は細川興生の娘、継室は植村家敬の娘。子は柳沢信有（長男）、石原正通（次男）、石原康由（四男）、柳沢隆直（五男）、柳沢樹正（六男）、娘（土岐頼香正室）、娘（牟礼勝正室）。官位は従五位下、民部少輔、伊賀守。
享保5年（1720年）生まれともされる。元文元年（1736年）、兄で先代藩主の里旭が家督相続後まもなく逝去したため、その養嗣子として跡を継いだ。延享4年（1747年）、大番頭に就任した。安永3年（1774年）に死去し、跡を長男の信有が継いだ。

## 系譜
父母
- 柳沢里光（実父）
- 柳沢重守の娘（実母）
- 柳沢里旭（養父）

正室、継室
- 細川興生の娘（正室）
- 植村家敬の娘（継室）

側室
- 安田氏
- 安彦氏

子女
- 柳沢信有（長男） 生母は継室
- 石原正通（次男） 生母は安田氏
- 石原康由（四男） 生母は安田氏
- 柳沢隆直（五男） 生母は安田氏
- 柳沢樹正（六男） 生母は安田氏
- 土岐頼香正室、生母は安田氏
- 牟礼勝正室、生母は安田氏